# Schloss St. Martin (Graz)

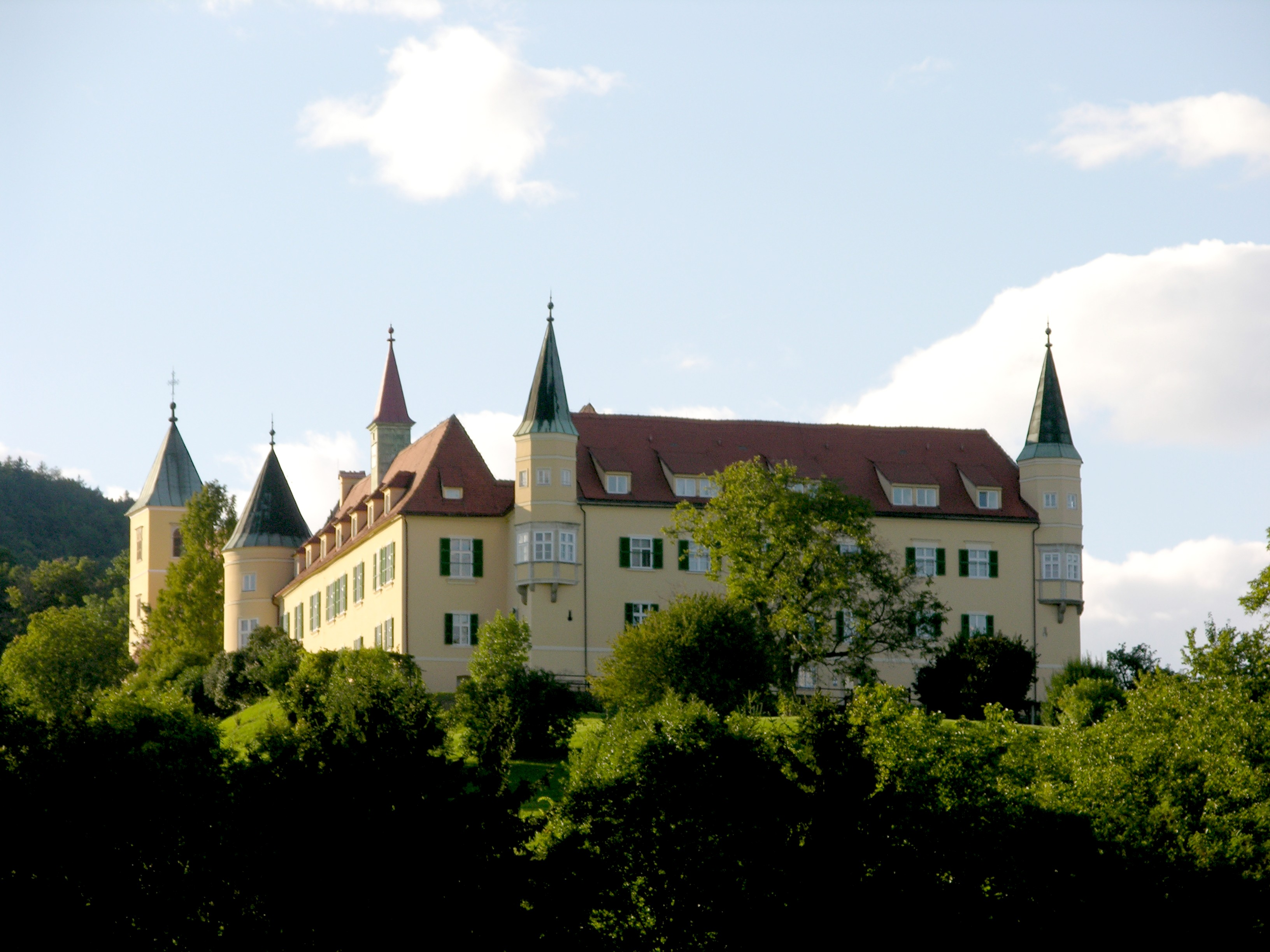
Schloss St. Martin (2007)

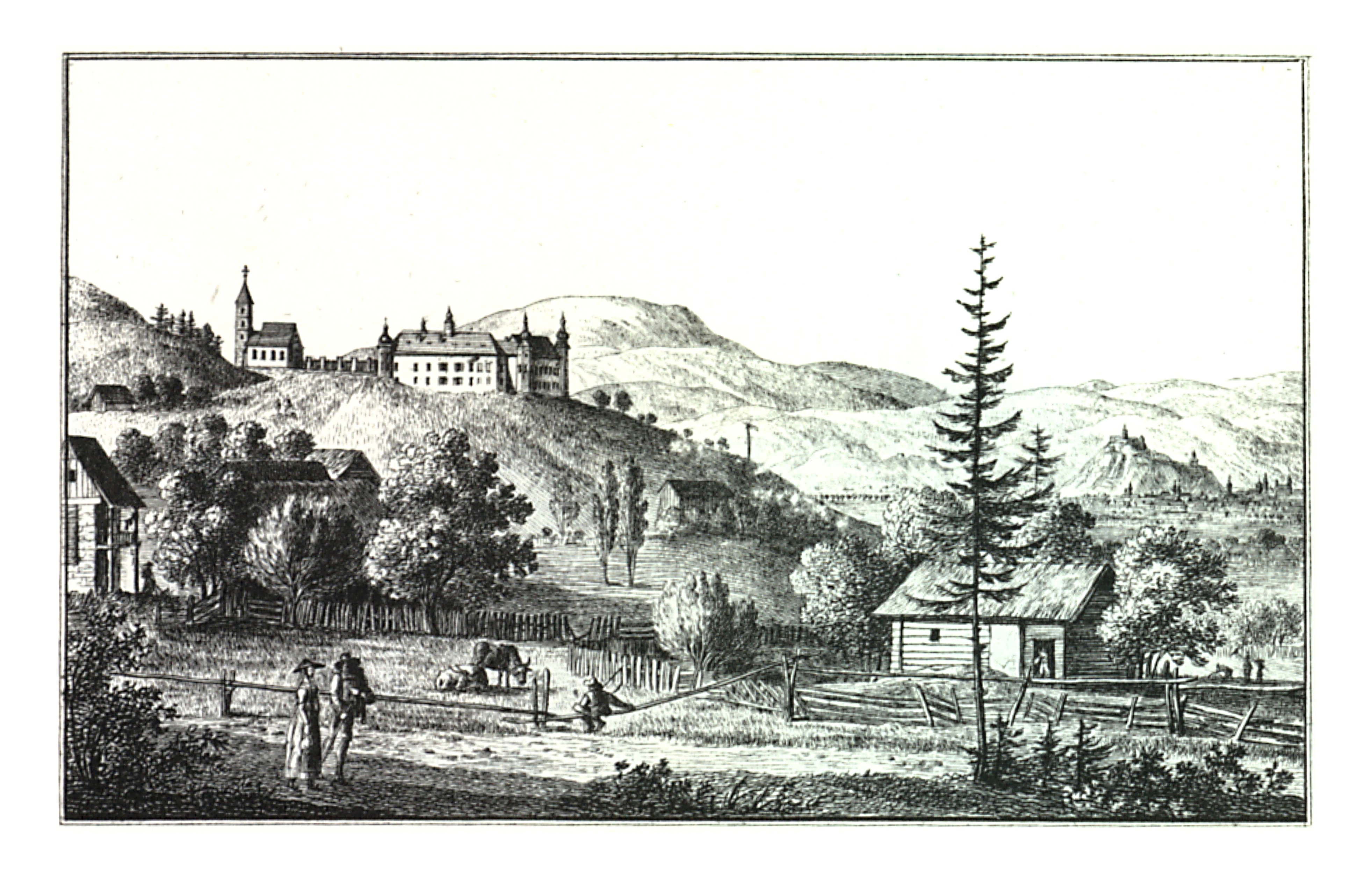
Das admontische Schloss St. Martin um 1830, Lith. Anstalt J.F. Kaiser, Graz

Das Schloss St. Martin steht im XVI. Grazer Stadtbezirk Straßgang in erhöhter Lage neben der Schlosskirche St. Martin am südöstlichen Ausläufer des Buchkogels. Das Schloss steht unter Denkmalschutz (Listeneintrag).

## Geschichte
St. Martin wird bereits in der ersten Hälfte des 11. Jahrhunderts urkundlich als Besitz der Aribonen genannt. Seit 1144 sind das Schloss und die Kirche als Propstei des Stiftes Admont nachgewiesen, wobei schon im Jahr 1072 Teile des Gutes als Schenkung an das Stift gegangen waren. 1557 wurde es zu einem Renaissanceschloss umgebaut. 1638 erfolgte unter dem Baumeister Peter Fasol ein weiter Umbau des Schlosses. Die Innenausstattung der separat stehenden Schlosskirche aus den Jahren 1738 bis 1740 ist eines der Hauptwerke von Joseph Stammel. Im 19. Jahrhundert gehörte der groß angelegte Park Bei den Weihern (als ad Wiarn seit 1185 nachgewiesen) rund um die Quelle des Bründlbaches (siehe Eisbründlhöhle) zum Schloss; er war mit zahlreichen Teichen, Alleen und Grotten gestaltet. Seit 1914 wird das Gebäude als Volksbildungshaus genutzt. Bis 1936 gehörte das Schloss dem Stift Admont und ist seitdem im Besitz des Landes Steiermark.

## Baukörper
Das Schloss ist ein zweistöckiger Bau um einen viereckigen, etwas länglich-trapezförmigen Arkadenhof. An jeder der Gebäudeecken steht ein Turm. Die Türme an der der Kirche zugewandten Seite mit dem Portalbogen haben einen runden, jene an Nord- und Osteck jedoch einen achteckigen Grundriss. Die achteckigen Türme haben im Untergeschoß jeweils zwei Schießscharten. An der Nordwestseite gibt es noch einen Runderker. Reste der einstigen Grabenanlagen sind erhalten. Archäologisch wurde ein 1943/1944 entstandener Luftschutzkeller etwa nördlich des Schlosses erkundet. Unter dem Hof befand sich ein Kohlenkeller, der später als Öllagerraum und nun als Kunstraum KuKo – Kunst im Kohlenkeller – eingerichtet ist.

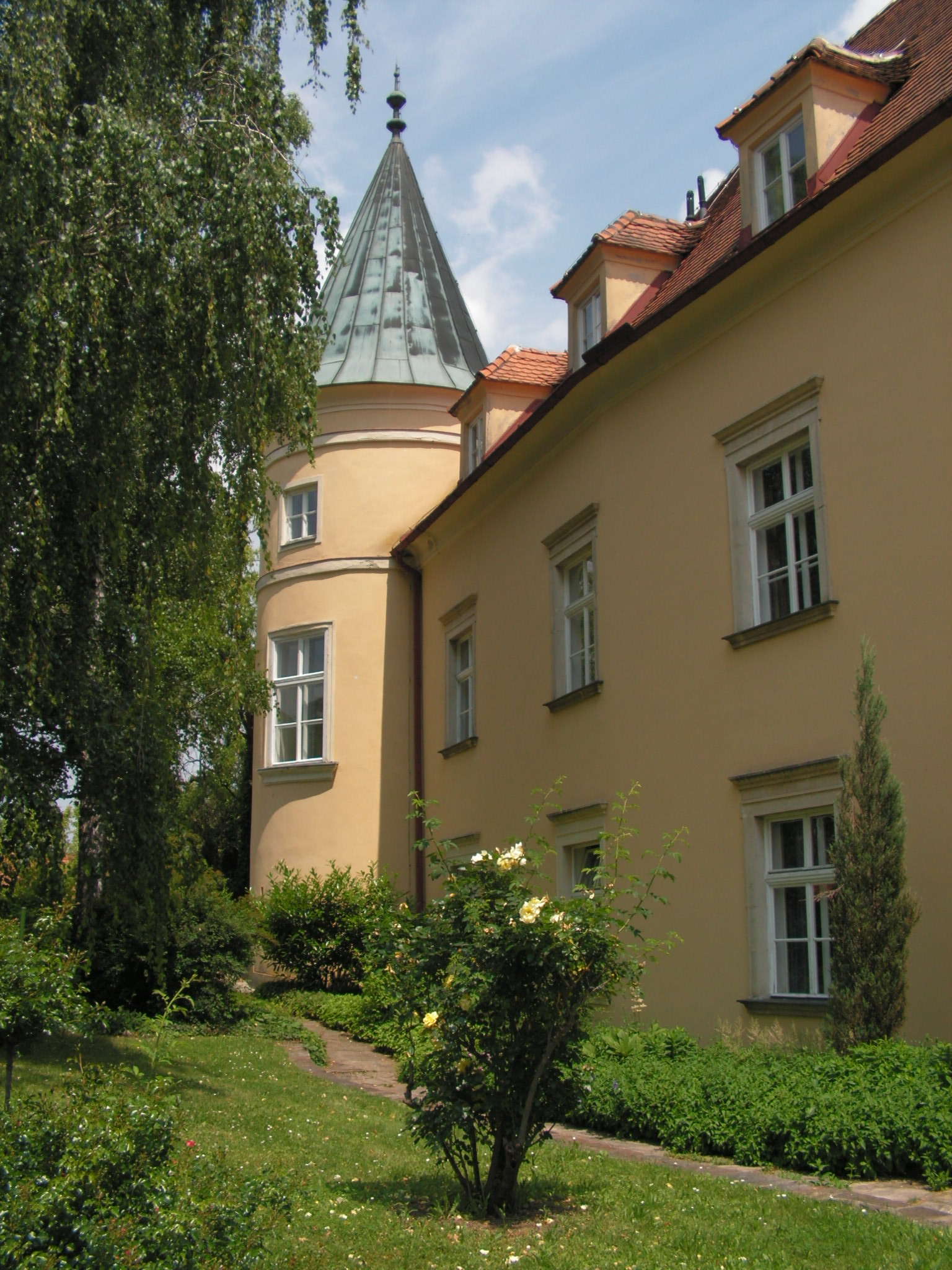
Schloss St. Martin
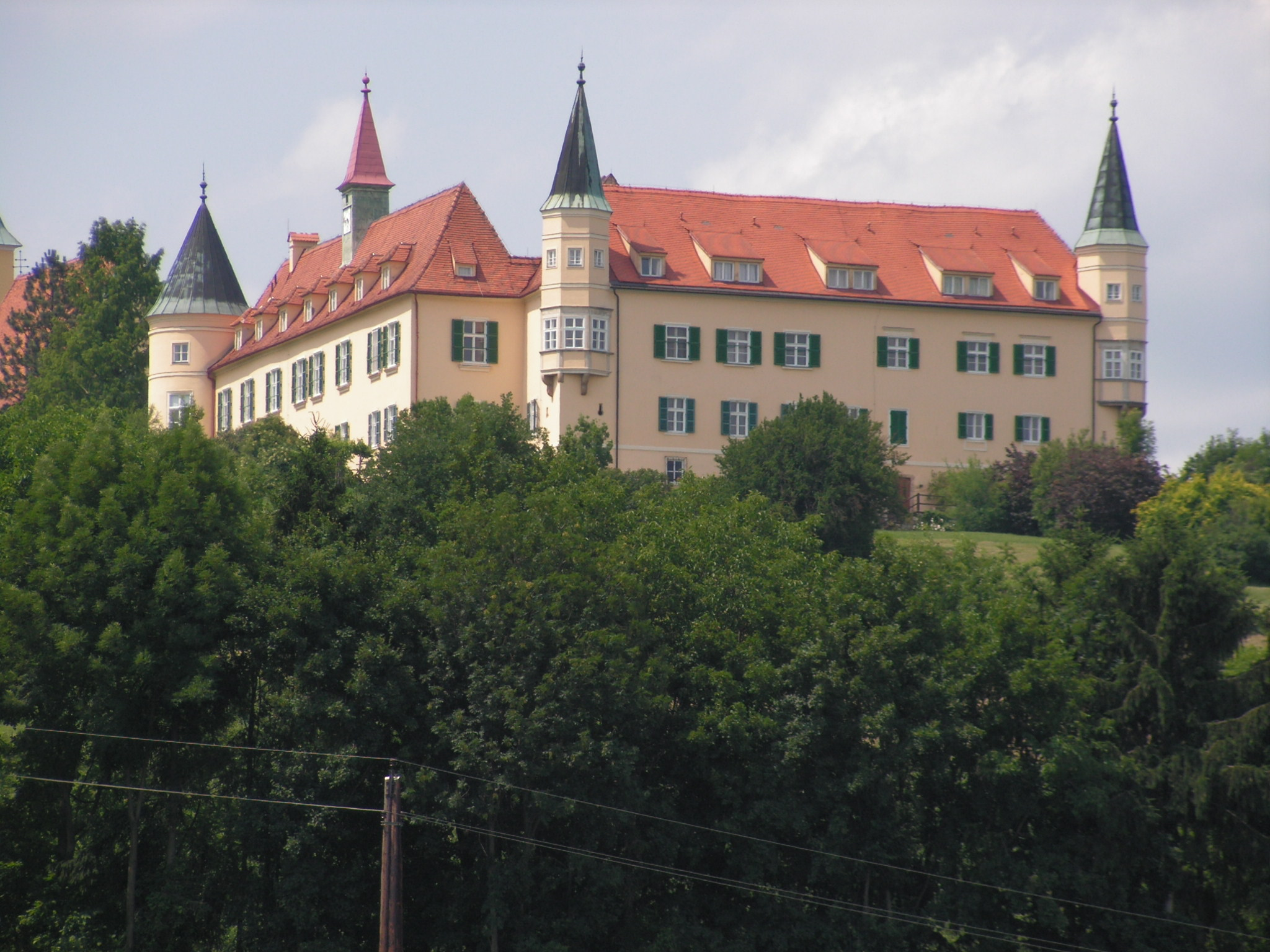
Schloss St. Martin
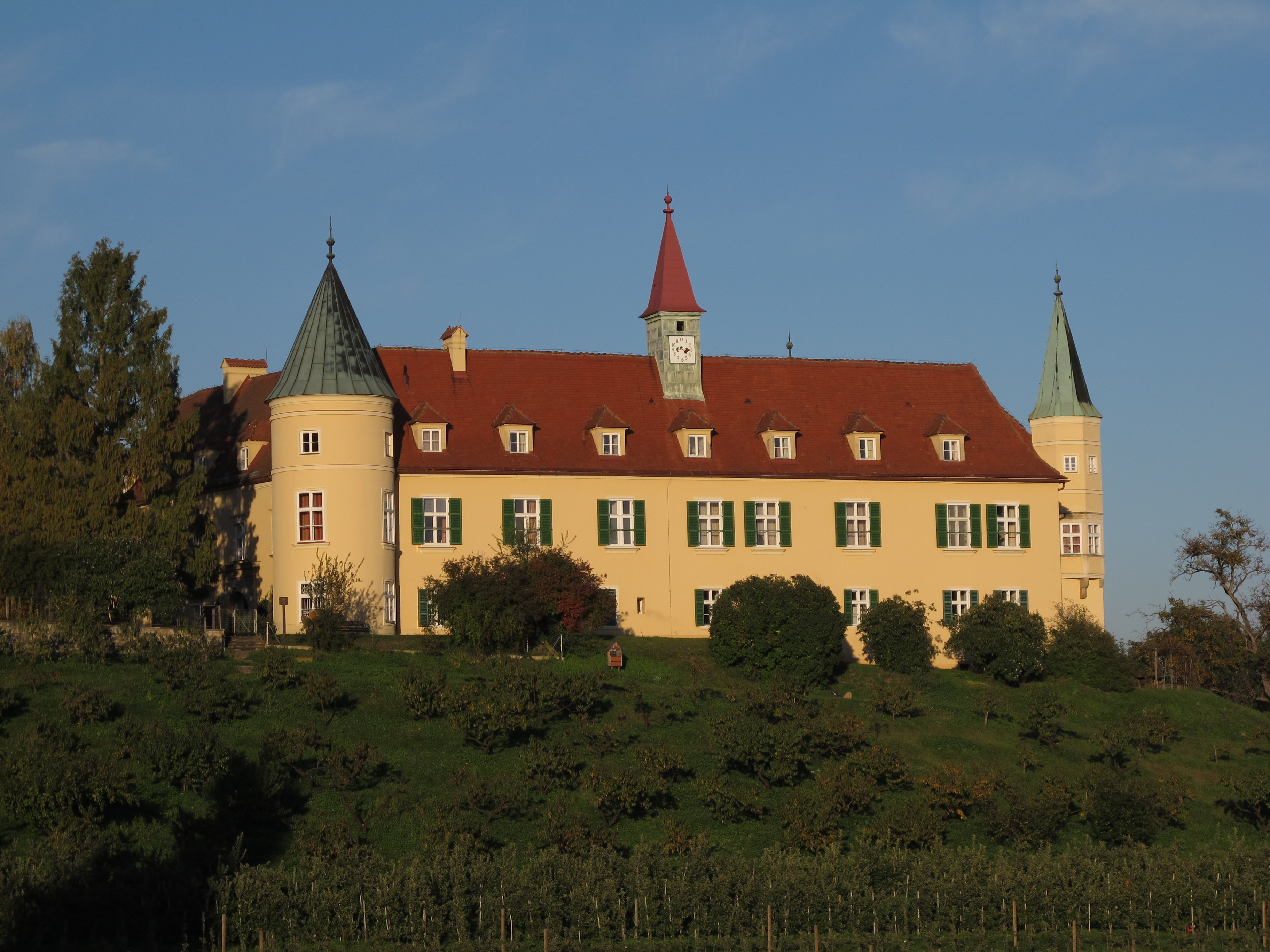
Schloss St. Martin